# Comté de Story
Pour les articles homonymes, voir Story.
Le comté de Story est un comté de l'État de l'Iowa, aux États-Unis.

## Localités
- Zearing